# وندلشتاین (بایرن)
وندلشتاین (به آلمانی: Wendelstein) یک شهر در آلمان است که در روت واقع شده‌است.

## خواهرخوانده
شهر Saint-Junien خواهرخواندهٔ وندلشتاین (بایرن) هست.